# Ronieli Gomes dos Santos
Ronieli Gomes dos Santos (São Paulo, 25 april 1991) is een Braziliaans voormalig voetballer die als aanvaller speelde.

## Carrière
Roni begon zijn carrière in 2008 bij São Paulo FC. Met deze club werd hij in 2008 kampioen van de Campeonato Brasileiro Série A. Hierna kwam hij uit voor Karşıyaka SK, Sagan Tosu, Chapecoense, Adanaspor en Luverdense EC.